# Cinépolis
Cinépolis é uma rede multinacional de cinemas originária do México. Presente no Brasil desde 2010, seu parque exibidor é o segundo maior do país, onde está presente em quarenta cidades de vinte unidades federativas de todas as regiões do país, sendo que seu parque exibidor conta com 59 complexos e 434 salas de cinema, média de 7,36 salas por complexo. Suas 85 632 poltronas perfazem uma média de 197,31 assentos por sala.

## História

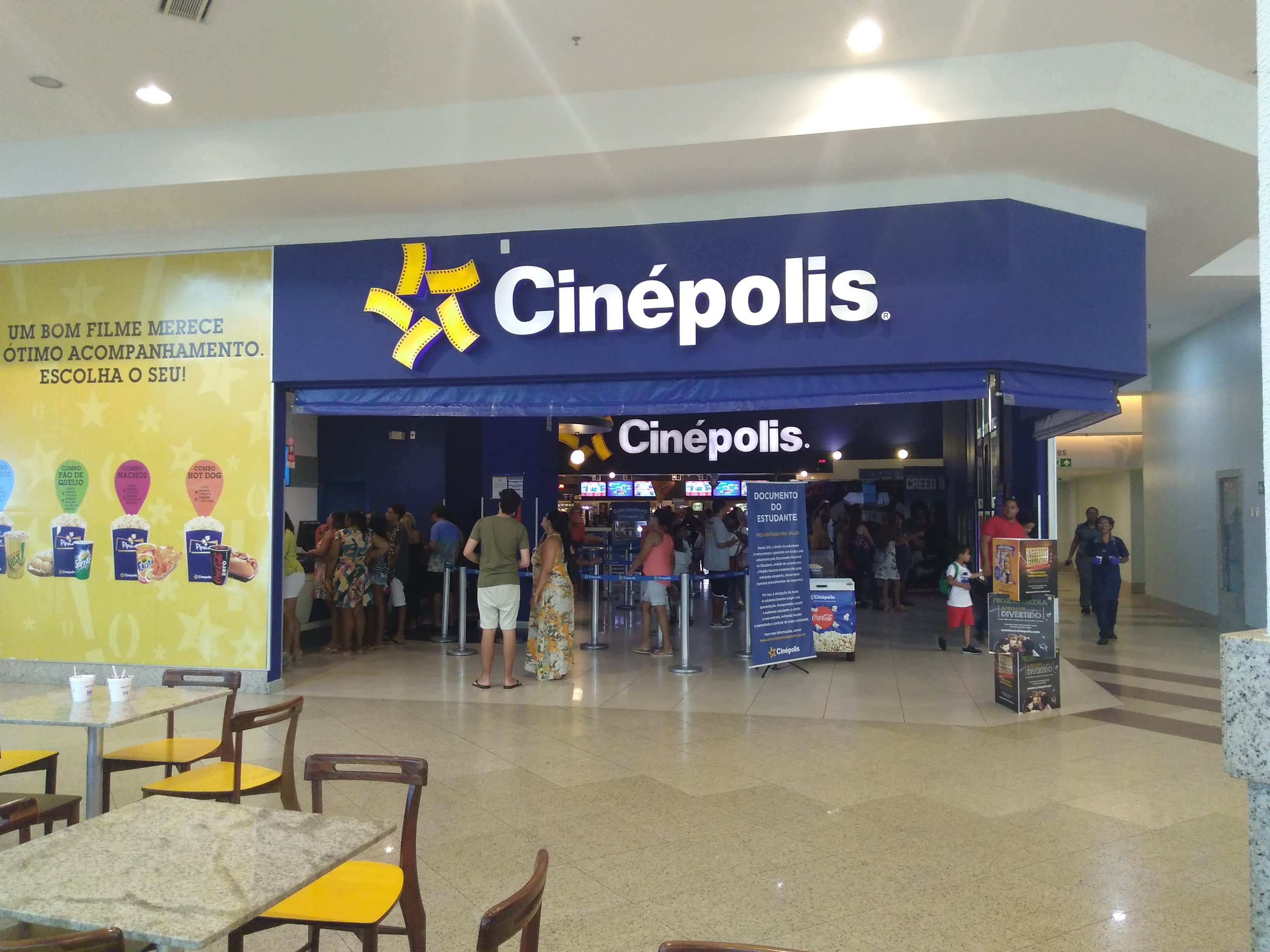
Cinépolis do Salvador Norte Shopping: primeiro instalado na Região Nordeste

A empresa foi fundada em 1971 na Cidade do México, com o nome de Organización Ramires, pelas mãos do empresário Enrique Ramirez Miguel, quando este fundou o Cine Raza na capital mexicana. É a quarta maior empresa exibidora do mundo e a maior da América Latina. Em 28 de fevereiro de 2018 operava 652 complexos de cinema divididos em 5 334 salas digitais, situados em 240 cidades de treze países: Argentina, Chile,  Colômbia, Costa Rica, El Salvador, Espanha, Estados Unidos, Guatemala, Honduras, Índia, México, Panamá e Peru. Sua sede mundial está instalada na cidade mexicana de Morelia.
Chegou ao Brasil em 2010, com promessa de investimentos de R$ 500 milhões em novos complexos de cinema, inaugurando em 18 de junho daquele ano na cidade de Ribeirão Preto seu primeiro complexo no país, no Shopping Santa Úrsula,  com oito salas, que anteriormente fora explorado pela rede Cinemais e se encontrava fechado.

### Primeiros anos no Brasil
A avaliação do mercado brasileiro deixara os executivos mexicanos empolgados, pois no ano de 2009 as salas de cinemas do país venderam 111 milhões de bilhetes, o que representou um aumento de 25% sobre o ano anterior. O país passava por uma expansão da economia e crescimento da classe média, com a abertura de novos shoppings, o que facilitaria a instalação de novos complexos de cinema. Além disso, havia uma uma histórica defasagem da quantidade de salas, que somavam apenas 2 110 naquela época, menos da metade das existentes no México, o que transformava o país num imenso deserto cinematográfico.

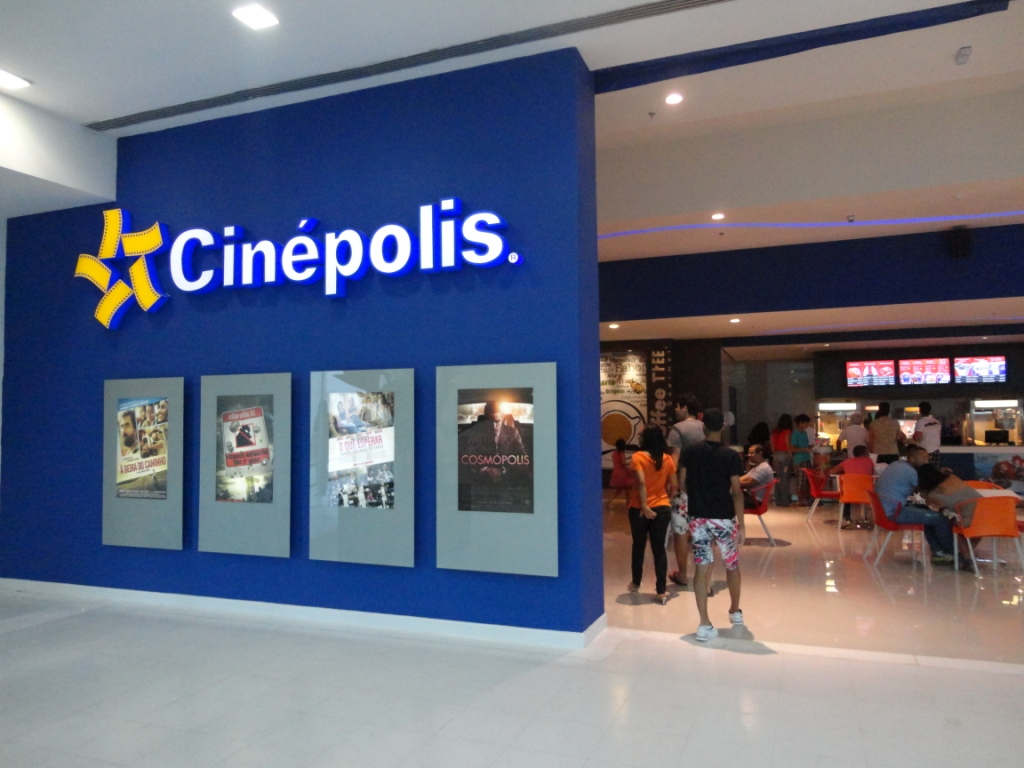
Cinépolis do Shopping Bela Vista: primeiro do Brasil a utilizar a tecnologia 4DX

Além da promessa de investimentos de meio bilhão de reais, havia também a intenção de introduzir inovações, como um cardápio variado de opções alimentícias, o emprego de pufes e poltronas no lounge dos cinemas e uso de cores vibrantes, como azul e amarelo, nos corredores de acesso às salas. Dentre as metas da empresa estavam a instalação de 300 salas até o ano de 2012.
Entretanto, a Cinépolis enfrentou algumas dificuldades, sendo que a primeira delas foi a derrota na disputa com a Cinemark pelo complexo de quinze salas instalado no Shopping Internacional da cidade de Guarulhos, cujo administrador, a empresa australiana Hoyts General estava deixando o país. A multinacional americana dos cinemas adquiriria esse complexo por R$ 20 milhões. Entretanto, os maiores desafios estariam em superar o custo Brasil: além da burocracia e da cobrança de 2,5% relativa aos direitos autorais das músicas executadas nos filmes, o preço de instalação de um complexo de cinema chegava a ser 80% superior ao existente na matriz mexicana. Essa situação fazia com que fosse necessário vender 30% mais ingressos, a preços 30% mais altos para que se obtivesse metade da rentabilidade a qual estava acostumada em seu país de origem. Houve também desistência por parte de alguns empreendedores, que preferiram utilizar os serviços de exibidores já estabelecidos no país.
Diante destes fatores, a empresa cogitou vender a operação no Brasil, conforme relatou o seu presidente, Eduardo Acuña, à revista Istoe Dinheiro.  Em uma entrevista para o portal IG em novembro de 2010, Acuña chegou a afirmar que "'o cinema é um negócio que tem investimentos altos e não traz rendas tão grandes. É um negócio difícil, mas se não fosse um bom negócio, ninguém abriria salas". Ainda assim, a meta das 300 salas foi alcançada em outubro de 2014, colocando a rede no segundo lugar entre os maiores exibidores do país, com um faturamento estimado em R$ 320 milhões. Tal desempenho em quatro anos transformou a Cinépolis brasileira na segunda maior rede cinematográfica do país e também na segunda maior operação da companhia em todo o mundo.

### Ampliação e modernização

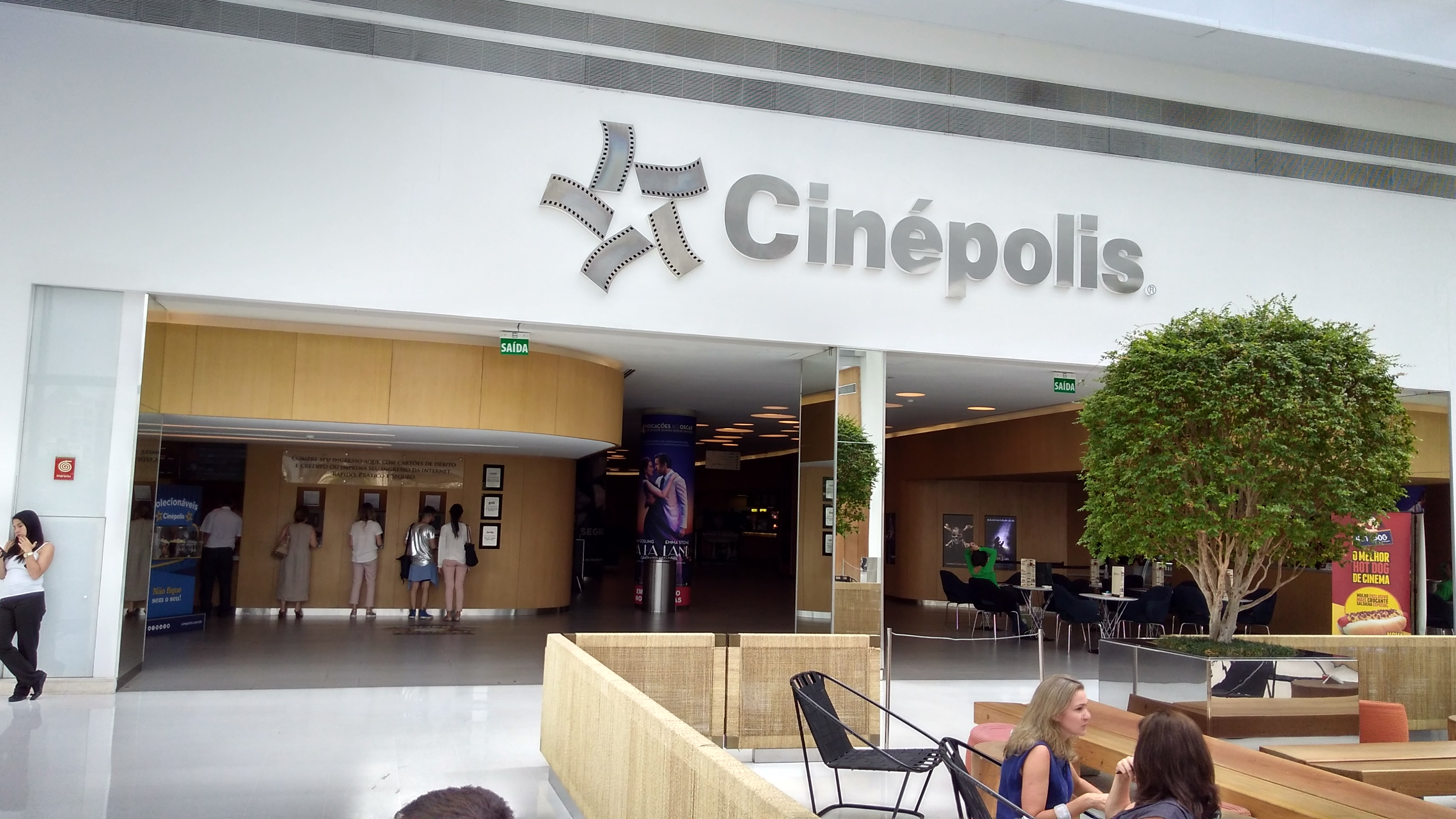
Cinépolis JK Iguatemi de São Paulo: complexo exclusivamente VIP e sala IMAX premiada como a melhor da capital paulista

Como parte do seu programa de expansão, a Cinépolis adquiriu em setembro de 2011 a rede Box Cinemas, que possuía salas em Campinas, Jaboatão dos Guararapes, João Pessoa, São Gonçalo e São Luís. Em abril de 2014, a empresa incorporou seis complexos da rede Cinemais, localizados nas cidades de Cuiabá, Manaus (dois complexos), Marília, São José do Rio Preto e Uberlândia. Os complexos adquiridos de outras redes estão passando ou passaram por reformas e adaptações para o padrão da Cinépolis. Graças a esta rápida expansão, tornou-se o segundo maior exibidor brasileiro.
Com relação às salas com características especiais, a Cinépolis detém no Brasil 45 salas Vips, 19 salas MacroXE (foi a segunda rede no Brasil a utilizar projeção com resolução 4K, depois da United Cinemas International - UCI), uma sala IMAX e seis salas 4DX no país. A Cinépolis encerrou o ano de 2017 detendo 369 salas, ocupando o 2.º lugar entre os maiores exibidores do país (perdendo apenas para a Cinemark) e com market share de 11,4% do parque exibidor brasileiro.
Por cinco anos, seu presidente no Brasil foi o executivo mexicano Eduardo Acuña, responsável pela implantação da empresa no país. Desde abril de 2015, o comando foi passado para Luiz Gonzaga de Luca, que fazia parte da diretoria da empresa desde 2010 e foi diretor-superintendente do Grupo Severiano Ribeiro. Com o desligamento da filial brasileira, Acuña assumiu o comando mundial da empresa.
Em 2019 inicou uma parceria com a Pandora Filmes para o "Projeto Caixa de Pandora" e lançou filmes independentes nos cinemas do Brasil, nacionais e internacionais, que passaram pelos festivais mais importantes, como Cannes, Sundance, Veneza, Berlim e Toronto.
Ao final de 2020, com a maioria das salas de cinema do Brasil fechadas pela pandemia de COVID-19, a Cinepólis temporariamente teve a liderança da quantidade de salas em funcionamento no país.
Entre os dias 20 e 27 de outubro de 2021, a Cinépolis e UCI vão aderir em todo o Brasil a iniciativa "Cinema é 10" criada pela Abraplex (Associação Brasileira das Empresas Exibidoras Cinematográficas Operadoras de Multiplex) feita com apoio da Abrasce (Associação Brasileira de Shopping Centers) que permitem que tais redes tenham ingressos no valor de dez reais para incentivar o retorno do público ao cinemas.

## Público
A Cinépolis ingressou no Brasil com uma estratégia agressiva de implantação e aquisição de complexos, que além de impactar na oferta de salas pelo país, elevou-a ao segundo lugar tanto em número de salas quanto de público, desbancado o Kinoplex/Severiano Ribeiro e tornado-se no maior concorrente da Cinemark no país. Abaixo a tabela de público e sua evolução de 2010 a 2019, considerando o somatório de todas as suas salas a cada ano, levando em conta os números da extinta Box Cinemas. No período elencado é possível verificar-se um crescimento de 604,23%, sendo que 2018 representou o primeiro ano de retração, em virtude da diminuição de público do cinema brasileiro nos dois últimos anos.
A variação mencionada se refere à comparação com os números do ano imediatamente anterior. Os dados foram extraídos do banco de dados Box Office do portal de cinema Filme B. Os dados de 2014 e 2015 foram extraídos do Database Brasil, já os dados de 2016 em diante procedem do relatório "Informe Anual Distribuição em Salas Detalhado", do Observatório Brasileiro do Cinema e do Audiovisual (OCA) da ANCINE.
| Ano  | Público total | Ranking no país | Market Share | Variação |
| ---- | ------------- | --------------- | ------------ | -------- |
| 2010 | 3 797 674     | 9º              | 2,81%        | ano-base |
| 2011 | 5 596 301     | 8º              | 3,95%        | 47,36%   |
| 2012 | 7 636 430     | 4º              | 5,13%        | 36,45%   |
| 2013 | 11 032 570    | 3º              | 7,30%        | 44,47%   |
| 2014 | 16 654 858    | 2º              | 10,64%       | 50,96%   |
| 2015 | 21 317 752    | 2º              | 12,50%       | 28,00%   |
| 2016 | 23 182 126    | 2º              | 12,64%       | 8,75%    |
| 2017 | 23 187 878    | 2º              | 12,95%       | 0,02%    |
| 2018 | 20 116 720    | 2º              | 12,49%       | 13,75%   |
| 2019 | 22 946 680    | 2º              | 13,15%       | 13,75%   |
| 2020 | n.d           | 1º              | 10,3%        | Aumento  |
| 2021 | n.d           | 2º              | 7,7%         | Baixa    |
| 2022 | n.d           | 2º              | 12,2%        | Aumento  |
| 2023 | n.d           | 2º              | 11,9%        | Baixa    |

## Prêmio
- 2013: Prêmio ED (venceu}[34]